# Евангелско-методистка църква (Скопие)
Евангелско-методистката църква (на македонска литературна норма: Евангелско-методистичка црква) е протестантска църква в град Скопие, столицата на Северна Македония.

## Местоположение
Църквата е разположена в централната част на града, на неправилен ъглов парцел на улица „Дебърца“ № 9 и улица „Коста Кирков“.

## История
Първата евангелско-методистка църква в Скопие е разположена в двуетажна къща на площад „Слобода“ - приспособяването на сгради за свещени нужди е типично за историята на Евангелско-методистката църква. Сегаршният храм е проктиран в 1973 година от видния архитект Янко Константинов и е осветен и отворен в 1978 година. Сградата е свидетелство за влиянията на скандинавския модернизъм върху Константинов, специализирал в 1954 година в Копенхаген, Дания, и работил от 1955 до 1964 година в Стокхолм, Швеция, и Ювескула, Финландия, при световноизвестния архитект Алвар Аалто.

## Архитектура
Храмът е различен от всички останали реализирани проекти на автора, които носят ясен бруталистичен печат. Във фоайето се вижда характерна триъгълна касетирана междуетажна конструкция, която е сравнително рядка в Северна Македония - използвана е в Дома паметник на Разловското въстание и в Мемориалния център на АСНОМ, сгради по проект на Георги Константиновски.
Залата за богослужение е впечатляваща с начина, по който естествената светлина навлиза в сградата и как се използва за създаването на религиозна атмосфера. Големият отвор, който е поставен зад мястото, където се извършва службата, се простира от пода на залата до около 7 метра височина. Залата разполага и с галерия за сядане, до която се стига по стълбището във фоайето. Таванът на залата, който е характерно разчупен, е с дървена ламперия, боядисана в тъмнозелена боя. По същия начин е обработена и оградата на галерията. В залата има и два неправилни петоъгълни прозореца.
Планът на църквата не е обвързан с определен канон и може да бъде дефиниран като съвкупност от вертикални полиедри. Всеки от обемите е отделен от другия със светлинни отвори, които се простират по цялата фасада, и които служат за осветление на фоайето и други помещения на горните етажи. Белият цвят на фасадата позволява на сложната геометрия на сградата да достигне пълно изражение.